# Піонтек Люціана Карлівна
Люціа́на Ка́рлівна Піо́нтек (* 1 липня 1899, Лубни, нині Полтавської області — † 25 вересня 1937) — українська письменниця (прозаїкиня, поетеса). Дружина письменника Івана Кулика.

## Біографія
Німкеня з Полтавщини. Народилася в місті Лубни в сім'ї млинаря. Закінчила Полтавську гімназію. Здобула вищу освіту — навчалася в Харківському інституті народної освіти. Вчителювала, була літературним редактором у видавництві «Мистецтво».
У 1923–1927 роках жила разом із чоловіком у Канаді. Брала участь у роботі української колонії, викладала в робітничих школах. Належала до заокеанської філії «Гарту» в Канаді, затим ВУСППу.
Потім жила в Харкові в письменницькому будинку «Слово». Разом із чоловіком переїхала до Кам'янця-Подільського, де Іван Кулик від 15 вересня 1930 року до червня 1932 року працював секретарем райкому КП(б)У. За спогадом письменника Анатоля Галана, який був у гостях у Куликів, Люціана Карлівна нарікала на «районну скуку»: «Чоловік на роботі, іноді нема його кілька днів, а я в цих палатах почуваю себе, як птах у позолоченій клітці. Нема з ким перемовитись словом». На запитання гостя про знайомих Піонтек відповіла: «Які? Обивателі партійні і непартійні?.. Дайте спокій! Це така нудьга, що… Хочу до Харкова, коли б уже швидше відкликали чоловіка!» .
Від 1934 року мешкала в Києві в будинку письменників Роліт. Була членом ВКП(б), секретарем партійної організації.
Друкуватися почала 1917 року. Окремими виданнями побачили світ збірки віршів «Тихим дисонансом» 1927 та оповідань — «Балаклава» 1929.
Іван Кулик, заарештовний 27 липня 1937 року, зізнався, що, мовляв, залучив дружину «до шпигунської роботи на користь англійців», а вона, вірна чоловікові, це підтвердила. Люціану Піонтек заарештували 5 серпня 1937 року.
Оперуповноважений III відділу УДБ НКВС УРСР сержант Держбезпеки Давидов «знайшов», що Піонтек є «агентом англійської, німецької та польської розвідок». 19 серпня під час допиту Люціанна Піонтек «зізналася», що до шпигунської роботи на користь англійців була залучена 1926 року її колишнім чоловіком Куликом «під час нашого спільного перебування в Канаді, де Кулик на перших порах був радником повпредства СРСР в Канаді з українських справ, а останнім часом виконував обов'язки торгпреда і повпреда». На запитання слідчого, звідки їй відомо, що Іван Кулик був зв'язаний з агентами англійської розвідки, Піонтек нібито відповіла: «Це мені відомо зі слів Кулика». А на запитання: «Ви безпосередньо від Кулика одержували завдання шпигунського характеру?» — відповіла «так» без конкретних фактів і доказів.
Через півтора місяця після арешту — 22 вересня 1937 року — Піонтек засудили «за найвищою категорією» і через три дні (22 вересня 1937 року) розстріляли (на півмісяця раніше від чоловіка).
Реабілітовано 19 грудня 1956 року. Військова колегія Верховного Суду СРСР, розглянувши протест Генерального прокурора СРСР на постанову НКВС СРСР і Прокурора СРСР від 22 вересня 1937 року, згідно з якою була знищена письменниця, ухвалила: «Постанову НКВС і Прокурора СРСР від 22 вересня 1937 р. щодо Піонтек Л. К. скасувати і справу про неї в карному порядку припинити за відсутністю складу злочину».